# Grand Prix automobile de Monaco 1991
GP précédent GP suivant
Le Grand Prix automobile de Monaco 1991 (49e Grand Prix de Monaco), disputé sur le circuit de Monaco, à Monte-Carlo, à Monaco le 12 mai 1991, est la trente-huitième édition du Grand Prix, la 504e épreuve de l'histoire du championnat du monde de Formule 1 courue depuis 1950 et la quatrième manche du championnat 1991.

## Classement

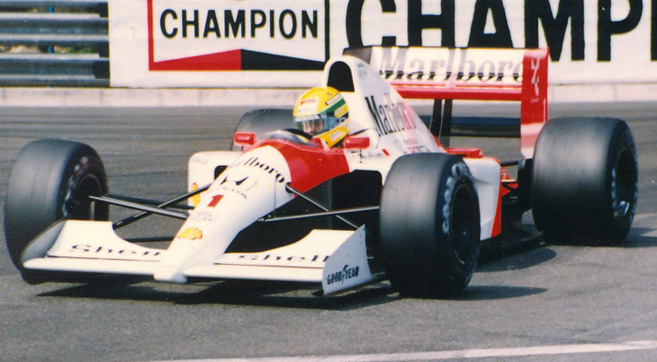
Victoire d'Ayrton Senna sur McLaren.

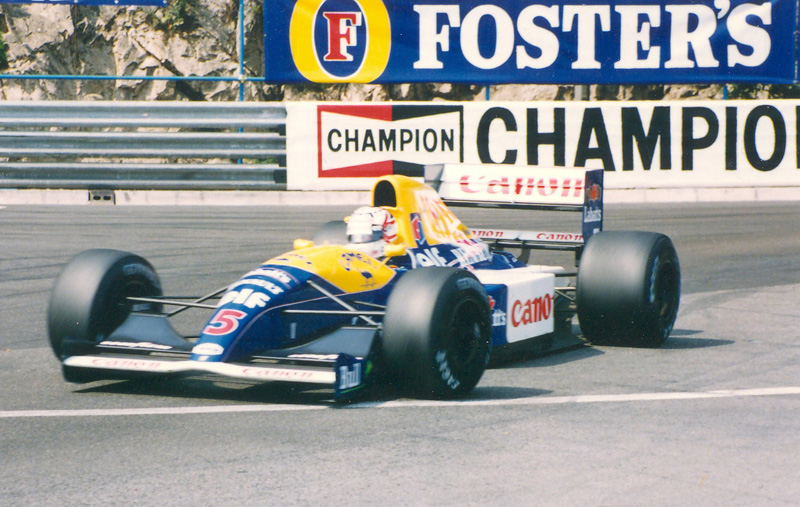
Nigel Mansell termine 2e, marquant ses premiers points de la saison.

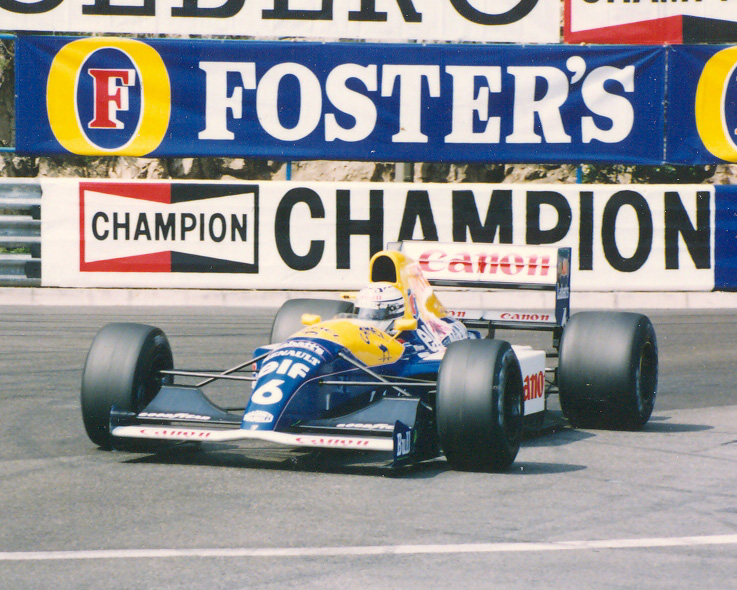
Riccardo Patrese, occupe la 3e place avant de perdre la contrôle de sa F1 sur l'huile lâchée par celle de Stefano Modena, dont le moteur explose juste devant lui.

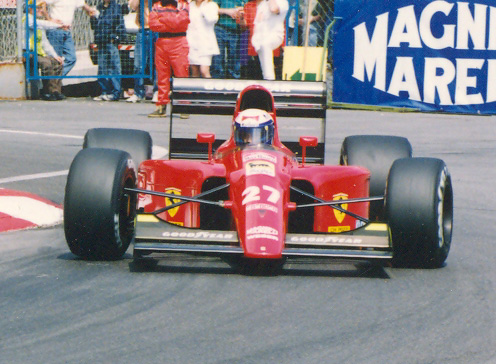
Alain Prost se classe en 5e position après avoir pris du retard lors d'un arrêt tardif au stand.

| Pos. | No | Pilote             | Écurie               | Tours | Temps/Abandon                      | Grille | Points |
| ---- | -- | ------------------ | -------------------- | ----- | ---------------------------------- | ------ | ------ |
| 1    | 1  | Ayrton Senna       | McLaren-Honda        | 78    | 1 h 53 min 02 s 334 (137,785 km/h) | 1      | 10     |
| 2    | 5  | Nigel Mansell      | Williams-Renault     | 78    | + 18 s 348                         | 5      | 6      |
| 3    | 28 | Jean Alesi         | Ferrari              | 78    | + 47 s 455                         | 9      | 4      |
| 4    | 19 | Roberto Moreno     | Benetton-Ford        | 77    | + 1 tour                           | 8      | 3      |
| 5    | 27 | Alain Prost        | Ferrari              | 77    | + 1 tour                           | 7      | 2      |
| 6    | 21 | Emanuele Pirro     | Scuderia Italia-Judd | 77    | + 1 tour                           | 12     | 1      |
| 7    | 25 | Thierry Boutsen    | Ligier-Lamborghini   | 76    | + 2 tours                          | 16     |        |
| 8    | 32 | Bertrand Gachot    | Jordan-Ford          | 76    | + 2 tours                          | 24     |        |
| 9    | 29 | Éric Bernard       | Larrousse-Ford       | 76    | + 2 tours                          | 21     |        |
| 10   | 26 | Érik Comas         | Ligier-Lamborghini   | 76    | + 2 tours                          | 23     |        |
| 11   | 22 | Jyrki Järvilehto   | Scuderia Italia-Judd | 75    | + 3 tours                          | 13     |        |
| 12   | 23 | Pierluigi Martini  | Minardi-Ferrari      | 72    | + 6 tours                          | 14     |        |
| Abd. | 11 | Mika Häkkinen      | Lotus-Judd           | 64    | Fuite d'huile                      | 26     |        |
| Abd. | 24 | Gianni Morbidelli  | Minardi-Ferrari      | 49    | Boîte de vitesses                  | 17     |        |
| Abd. | 15 | Mauricio Gugelmin  | Leyton House-Ilmor   | 43    | Accélérateur                       | 15     |        |
| Abd. | 4  | Stefano Modena     | Tyrrell-Honda        | 42    | Moteur                             | 2      |        |
| Abd. | 6  | Riccardo Patrese   | Williams-Renault     | 42    | Accident                           | 3      |        |
| Abd. | 8  | Mark Blundell      | Brabham-Yamaha       | 41    | Accident                           | 22     |        |
| Abd. | 9  | Michele Alboreto   | Footwork-Porsche     | 39    | Moteur                             | 25     |        |
| Abd. | 3  | Satoru Nakajima    | Tyrrell-Honda        | 35    | Collision                          | 11     |        |
| Abd. | 30 | Aguri Suzuki       | Larrousse-Ford       | 24    | Accident                           | 19     |        |
| Abd. | 33 | Andrea De Cesaris  | Jordan-Ford          | 21    | Accélérateur                       | 10     |        |
| Abd. | 16 | Ivan Capelli       | Leyton House-Ilmor   | 12    | Freins                             | 18     |        |
| Abd. | 17 | Gabriele Tarquini  | AGS-Ford             | 9     | Boîte de vitesses                  | 20     |        |
| Abd. | 2  | Gerhard Berger     | McLaren-Honda        | 9     | Accident                           | 6      |        |
| Abd. | 20 | Nelson Piquet      | Benetton-Ford        | 0     | Collision                          | 4      |        |
| Nq.  | 12 | Julian Bailey      | Lotus-Judd           |       | Non qualifié                       |        |        |
| Nq.  | 18 | Fabrizio Barbazza  | AGS-Ford             |       | Non qualifié                       |        |        |
| Nq.  | 10 | Alex Caffi         | Footwork-Porsche     |       | Non qualifié                       |        |        |
| Npq. | 34 | Nicola Larini      | Modena-Lamborghini   |       | Non préqualifié                    |        |        |
| Npq. | 35 | Eric van de Poele  | Modena-Lamborghini   |       | Non préqualifié                    |        |        |
| Npq. | 31 | Pedro Chaves       | Coloni-Ford          |       | Non préqualifié                    |        |        |
| Npq. | 14 | Olivier Grouillard | Fondmetal-Ford       |       | Non préqualifié                    |        |        |
| Ex.  | 7  | Martin Brundle     | Brabham-Yamaha       |       | Exclu                              |        |        |

## Pole position et record du tour
- Pole position : Ayrton Senna en 1 min 20 s 344 (vitesse moyenne : 149,119 km/h).
- Meilleur tour en course : Alain Prost en 1 min 24 s 368 au 77e tour (vitesse moyenne : 142,006 km/h).

## Tours en tête
- Ayrton Senna : 78 (1-78)

## Statistiques
- 30e victoire pour Ayrton Senna.
- 90e victoire pour McLaren en tant que constructeur.
- 62e victoire pour Honda en tant que motoriste.
- Martin Brundle est exclu du Grand Prix pour ne pas s'être présenté à un contrôle.
- 47e et dernier départ en Grand Prix pour l'écurie AGS qui se retirera en fin de saison après de nouvelles non qualifications.